# Життя (фільм, 1989)
«Життя» («Dzīvīte») — радянський біографічний двосерійний телефільм 1989 року, знятий режисером Айварсом Фрейманісом на Ризькій кіностудії.

## Сюжет
Біографічна мелодрама про долю видатного латиського фольклориста Кріш'яніса Барона (1835—1923), який присвятив своє життя збиранню та виданню народних пісень — дайн. Барон багато років пропрацював у Росії — у Санкт-Петербурзі та у Воронезькій губернії. Робота зі збирання, обробки, систематизації та видання дайн зажадала від фольклориста чимало терпіння, самовідданості та знань. У результаті праці Кріш'яніса Барона склали основу Академічних зборів дайн, які містять 217 996 текстів народних пісень і є одним з наймонументальніших праць у галузі фольклористики у світі.

## У ролях
- Валдемарс Зандбергс — Крішьянис Баронс
- Леонідс Грабовскіс — Кріш'яніс Баронс в молодості
- Велта Ліне — Дарта
- Індра Бріке — Дарта в молодості
- Юріс Барткевичс — Кріш'яніс Волдемарс
- Майя Апіне — дружина Валдемара
- Алвіс Херманіс — Юріс Алунанс
- Іварс Браковскіс — Юріс, батько Кріш'яніса
- Даце Еверса — мати Кріш'яна
- Херманіс Ваздікс — Аугуст Біленштейнс
- Аріс Розенталс — поміщик
- Артур Нікітін — Станкевич, професор
- Регіна Разума — дружина Станкевича
- Діта Кренберга — Вероніка
- Крістіне Ліпіня — Катерина
- Бруно Егле — Карліс Баронс
- Візма Квепа — дружина Карліса
- Петеріс Луціс — Аугуст Домбровскіс
- Харалдс Улманіс — Леонс Паегле
- Юріс Жагарс — Лінардс Лайценс
- Яніс Балтвілкс — Яніс Яунсудрабіньш
- Інгмарс Фрейманіс — Кріш'яніс Баронс в дитинстві
- Айварс Нейбартс — священник
- Петеріс Корсакс — фотограф
- Варіс Ветра — Едвінс Інкенс
- Гундарс Аболіньш — Оярс Рубеніс
- Сергій Юдін — епізод
- Гіртс Кестеріс — епізод
- Людмила Шевченко — епізод
- Андрій Ільїн — епізод
- Арнольд Лініньш — епізод
- Володимир Жук — епізод
- Бруно Лібауерс — епізод
- Яніс Гайліс — епізод
- Улдіс Курземнієкс — епізод
- Дайга Паварнієце — епізод
- Андіс Плокс — епізод
- Айварс Петеріс Знотіньш — епізод
- Маріс Валдатс — епізод
- Аскольдс Саулітіс — епізод
- Болеславс Ружс — епізод
- Юріс Камінскіс — епізод
- Аквеліна Лівмане — епізод
- Андріс Берзіньш — епізод
- Віра Селга — епізод
- Вента Вецумнієце — епізод
- Ромуалдс Анцанс — епізод
- Інгуна Степране — епізод
- Ілгоніс Швіка — епізод
- Лігіта Скуїня — епізод
- Діана Занде — епізод
- Астріда Вецвагаре — епізод
- Евалдс Валтерс — епізод
- Брігіта Круміня — епізод

## Знімальна група
- Режисер — Айварс Фрейманіс
- Сценарист — Айварс Фрейманіс
- Оператор — Валдіс Еглітіс
- Композитор — Мартіньш Браунс
- Художник — Ієва Романова